# 国家烟草专卖局
国家烟草专卖局，规范化简称国家烟草局，与中国烟草总公司一个机构两块牌子，是中华人民共和国国务院负责烟草生产供销、专卖专营的国务院部委管理的国家局，现由工业和信息化部管理。
国家烟草局成立于1984年，中国烟草总公司轄下子公司的煙草總產量達到世界第一，為全球最大的煙草業營運機構。国家烟草局（中国烟草总公司）对中国内地烟草业实行统一领导、垂直管理、专卖专营的管理体制，对全行业“人、财、物、产、供、销、内、外、贸”进行集中统一管理，也是目前中国大陆极少数仍实行“政企合一”的单位之一。

## 沿革

### 烟草供销时期
1949年中华人民共和国成立后，中央食品工业部（部长杨立三）负责烟草工业，并由副部长宋裕和分管。1950年7月，中央人民政府食品工业部在北京召开了第一届全国卷烟工业会议，决定东北和内蒙古地区继续实行区域性的专卖，在其他地区实行国营私营兼顾、以销定产、贸易自由的政策。1951年5月5日，中央人民政府财政部印发《专卖事业条例（草案）》和《各级专卖事业公司组织规程》。1952年1月5日，成立“中国专卖事业公司”，隶属中央财政部，边裕鲲任总经理，从中央贸易部的中国土产公司接管了烟叶收购业务；11月1日移交中央商业部，对卷烟实行统购包销政策。1952年6月2日，中央轻工业部成立中国烟草工业公司。1953年6月，中央人民政府决定不再实行卷烟专卖制，改为中央商业部的国营商业包销制。1953年，中华人民共和国轻工业部设立轻工业部烟酒工业管理局，接管规模较大的18家卷烟企业，实行直接隶属管理。中华全国供销合作总社负责烟叶的采购销售业务。1954年成立中华人民共和国地方工业部，对地方国营和私营卷烟工业企业领导。1955年7月30日，第一届全国人民代表大会第二次会议决定组建中华人民共和国农产品采购部，农产品采购部设立农产品采购部烟麻采购局，负责烟叶、麻纤维的采购工作。1956年11月16日，第一届全国人大常委会决定撤销农产品采购部，组建中华人民共和国城市服务部，“中国专卖事业公司”改组为城市服务部烟酒专卖局，管理烟酒供销工作。同年，全国人大常委会决定成立中华人民共和国食品工业部，下设食品工业部烟草工业局，接管全部国营卷烟工业企业的领导，并完成了对私营烟厂的社会主义改造。
1958年2月11日，第一届全国人大第五次会议通过《关于调整国务院所属组织机构的决定》，决定将中华人民共和国城市服务部调整为中华人民共和国第二商业部（加挂中华全国供销合作总社牌子），二商部下设第二商业部糖业烟酒商业局。1958年9月，一商部、二商部合并组建中华人民共和国商业部，商业部设置商业部饮食服务局。全国烟叶管理机构实行精简，商业部饮食服务局设烟草处专门管理烟草供销工作。1958年，执行精简机构、企业下放的政策，食品工业部烟酒管理局被精简为烟草处，部管企业全部下放到省；省管烟草企业全部下放到地区和县，实行分散管理。
1963年7月1日，经中共中央决定，轻工业部试办托拉斯体制的中国烟草工业公司，统一管理烟草供应、生产业务，烟叶的收购（1965年接收中华全国供销合作总社烟叶收购业务）、复烤、调拨以及卷烟生产形成了统一经营管理。作为派出机构同时成立上海、天津、郑州、贵阳分公司。卷烟供销业务仍归商业部。陆续接管了全国62个卷烟厂，1个复烤厂，1个卷烟机械厂和1个印刷厂，关、停、并、转了42个卷烟厂。1966年，文化大革命开始后，中国烟草工业公司被批判并撤销建制，所属各企业、部门下放地方管理。
1976年，中央政府烟草管理部门恢复组建。中华人民共和国轻工业部食品局复设烟草处，中华全国供销合作总社恢复烟叶收购管理职责。 1979年7月23日，经国务院批准，卫生部、财政部、农业部、轻工业部联合发出《关于宣传吸烟有害与控制吸烟的通知》。1980年停止烟酒专卖。

### 烟草专营时期
1981年5月18日，国务院以国发[1981]85号文件批转轻工业部《关于实行烟草专营的报告》，决定實行煙草專營，成立中国烟草总公司作爲負責機構。1981年12月28日，轻工业部印发《关于中国烟草总公司正式成立的通知》。1982年1月，中国烟草总公司正式挂牌成立。随后国家逐步把中华全国供销合作总社主管的烟叶收购、轻工业部主管的卷烟生产、商业部主管的卷烟批发销售业务全部划归中国烟草总公司。1982年3月，国务院任命李益三为中国烟草总公司经理。1983年9月，国务院发布《烟草专卖条例》，正式确立了国家烟草专卖制度。对计划外烟厂，当时采取了先收编、后整顿的政策；至1983年年底，全国关停计划外烟厂300余家，包括经批准保留的60家计划外烟厂在内全国卷烟生产厂缩减为144家。
1984年1月，国务院以[84]国函字10号文件批复同意将轻工业部烟草专卖局改为国家烟草专卖局，與中國煙草總公司實行一個機構兩塊牌子，屬輕工業部管理，李益三任局長、經理。此后，全国省、地、县三级烟草专卖机构陆续组建，各地烟草企业逐步上划中央。至1986年末，烟草行业基本完成组建烟草专卖机构和上划烟草企业工作，初步实现国家烟草专卖局、中国烟草总公司对全国烟草行业产供销、人财物、内外贸业务的集中统一管理。1988年8月13日《国务院关于国务院机构设置的通知》中明确：国家烟草专卖局是直属局级的部委归口管理的国家局，由轻工业部归口管理。1991年6月，第七届全国人民代表大会常务委员会第二十次会议通過《中华人民共和国烟草专卖法》。1993年，根據第八届全国人民代表大会第一次会议的決議，国家烟草专卖局劃歸國家經貿委管理。1997年7月，国务院颁布《烟草专卖法实施条例》。
2003年，第十届全国人民代表大会第一次会议决定组建商务部，将国家经贸委的内贸管理、对外经济协调和重要工业品/原材料进出口计划组织实施、国家计委的农产品进出口计划组织实施、外经贸部的职能整合划入商務部，国家烟草专卖局改由国家发改委管理。
2008年3月15日，第十一届全国人民代表大会第一次会议通过《第十一届全国人民代表大会第一次会议关于国务院机构改革方案的决定》，批准《国务院机构改革方案》。方案规定：“组建工业和信息化部。将国家发展和改革委员会的工业行业管理有关职责，国防科学技术工业委员会核电管理以外的职责，信息产业部和国务院信息化工作办公室的职责，整合划入工业和信息化部。组建国家国防科技工业局，由工业和信息化部管理。国家烟草专卖局改由工业和信息化部管理。不再保留国防科学技术工业委员会、信息产业部、国务院信息化工作办公室。”2005年11月，国务院办公厅转发了发展改革委、财政部、烟草专卖局《关于进一步理顺烟草行业资产管理体制深化烟草企业改革意见的通知》（国办发〔2005〕57号），明确提出由中国烟草总公司依法对所属工商企业的国有资产行使出资人权利，经营和管理国有资产，承担保值增值责任。根据国办发〔2005〕57号文件精神，烟草行业全面理顺了资产管理体制，在卷烟工业形成总公司、卷烟工业企业二级母子公司体制，在烟草商业形成总公司、省公司、地市级公司三级法人体制。2007年1月，财政部、发展改革委印发《中国烟草总公司章程》（财建〔2007〕2号），明确规定中国烟草总公司的出资人为国务院，总经理由国家烟草专卖局局长兼任。
收益
2010年，中國煙草總公司实现淨利潤人民幣1177亿元，平均每天净赚人民幣3.2亿元，赚钱能力超过中国石油。2012年，中国烟草总公司实现利润总额2437.6亿元，实现净利润1786.9亿元，分别增长15.0%和14.5%。
2013年，中国烟草总公司实现利润总额2749.2亿元，实现净利润2019亿元，上缴国有资本收益295.68亿元，上缴专项税后利润400亿元，合计约占中央国有资本经营收入的47.7%；全年上缴财政总额8161.22亿元，同比增长13.9%。2014年，烟草行业工商税利达到10517.6亿元，同比增加957.7亿元，增长10.02%；全年上缴财政总额9110.3亿元，同比增加949.1亿元，增长11.63%。
2018年，中國煙草總公司實現工商稅利總額11556億元，同比增長3.69%；上繳國家財政總額10000.8億元，同比增長3.37%；實現工業增加值7877億元，同比增長4.88%。
2019年烟草行业实现工商税利总额12056亿元，同比增长4.3%；上缴财政总额11770亿元，同比增长17.7%，税利总额和上缴财政总额创历史最高水平，为国家和地方财政增收、经济发展作出积极贡献。
2020年烟草行业实现工商税利总额12803亿元，同比增长6.2%，财政总额12037亿元，增长2.3%，实现税利总额和财政总额创历史新高，为国家和地方财政增收、经济发展作出积极贡献。
2021年烟草行业实现工商税利总额13581亿元，同比增长6.08%，财政总额12442亿元，增长3.36%，实现税利总额和财政总额创历史新高，为国家和地方财政增收、经济发展作出积极贡献。
2022年烟草行业实现工商税利总额14413亿元，同比增长6.12%，实现财政总额14416亿元，同比增长15.86%，实现税利总额和财政总额创历史新高，坚决落实并圆满完成中央关于特定专营机构上缴近年结存利润任务，为稳定经济大盘、保证国家和地方财政增收、促进经济社会发展作出积极贡献。
2023年烟草行业实现工商税利总额15217亿元，同比增长5.6%，实现财政总额15028亿元，同比增长4.3%，实现税利总额和财政总额创历史新高，为稳定经济大盘、保证国家和地方财政增收、促进经济社会发展作出积极贡献。
2024年烟草行业实现工商税利总额16008亿元，同比增长5.0%；实现财政总额15446亿元，同比增长2.8%，实现税利总额和财政总额均创历史新高，为稳定经济大盘、保证国家和地方财政增收、促进经济社会发展作出了积极贡献。

## 职责
根据《国家烟草专卖局职能配置、内设机构和人员编制规定》，国家烟草专卖局承担下列职能：
1. 拟定烟草行业发展战略、规划和政策，调整产业结构，促进行业合理布局。
2. 依法实施烟草专卖管理，查处违法违规案件，依法查禁和关停计划外烟厂，保护合法经营。
3. 组织贯彻执行国家财务会计制度，依法对所属的国有资产行使出资人权利，经营和管理国有资产，承担保值增值责任，管理监督烟草行业财务资金，组织实施烟草行业内部审计工作。
4. 组织烟草行业生产、经营和对外经济技术合作工作，拟定并组织实施烟草专卖品产供销及进出口的年度计划，编制烟草行业固定资产投资规划，审批烟草制品生产企业固定资产投资项目，指导行业安全生产工作，依法处理重大安全事故。
5. 提出烟草行业有关经济政策建议，制定烟草专卖品的价格政策，管理烟草专卖品的价格。
6. 负责组织实施烟草行业体制改革，指导烟草企业改革，推进卷烟工业企业联合重组，培育具有国际竞争力的大企业，依法审批烟草企业的设立、分立、合并、撤销。
7. 负责烟草制品减害降焦工作，制定烟草行业科技发展政策，组织实施技术创新和重大科研项目攻关及科技成果应用推广工作，负责烟草行业技术监督、质量管理工作，组织实施行业标准化工作。
8. 对全国烟草行业实行统一领导、垂直管理、专卖专营。
9. 管理烟草系统人事、劳动工资工作。
10. 承办国务院及工业和信息化部交办的其他事项。

## 机构设置
根据《国家烟草专卖局职能配置、内设机构和人员编制规定》，国家烟草专卖局内设机构为副司局级，设置下列机构：

### 内设机构
- 办公室（外事司）
- 发展计划司
- 专卖监督管理司
- 经济运行司
- 政策法规与体制改革司
- 财务管理与监督司（审计司）
- 科技司
- 人事司
- 直属机关党委
- 离退休干部办公室
- 廉政办公室（巡视工作领导小组办公室）
- 规范管理办公室
- 董事会工作办公室

### 直属事业单位
- 培训中心
- 烟草经济研究所（政策研究室）
- 《中国烟草》杂志社
- 机关服务中心（机关服务局）
- 信息中心
- 中国烟草总公司郑州烟草研究院
- 中国烟草总公司合肥设计院
- 中国烟草总公司职工进修学院

### 垂直管理机构
- 北京市烟草专卖局（中国烟草总公司北京市公司）
- 上海市烟草专卖局（上海烟草集团有限责任公司）
- 天津市烟草专卖局（中国烟草总公司天津市公司）
- 重庆市烟草专卖局（中国烟草总公司重庆市公司）
- 河北省烟草专卖局（中国烟草总公司河北省公司）
- 山西省烟草专卖局（中国烟草总公司山西省公司）
- 吉林省烟草专卖局（中国烟草总公司吉林省公司）
- 辽宁省烟草专卖局（中国烟草总公司辽宁省公司）
- 黑龙江省烟草专卖局（中国烟草总公司黑龙江省公司）
- 陕西省烟草专卖局（中国烟草总公司陕西省公司）
- 甘肃省烟草专卖局（中国烟草总公司甘肃省公司）
- 青海省烟草专卖局（中国烟草总公司青海省公司）
- 山东省烟草专卖局（中国烟草总公司山东省公司）
- 福建省烟草专卖局（中国烟草总公司福建省公司）
- 浙江省烟草专卖局（中国烟草总公司浙江省公司）
- 河南省烟草专卖局（中国烟草总公司河南省公司）
- 湖北省烟草专卖局（中国烟草总公司湖北省公司）
- 湖南省烟草专卖局（中国烟草总公司湖南省公司）
- 江西省烟草专卖局（中国烟草总公司江西省公司）
- 江苏省烟草专卖局（中国烟草总公司江苏省公司）
- 安徽省烟草专卖局（中国烟草总公司安徽省公司）
- 广东省烟草专卖局（中国烟草总公司广东省公司）
- 海南省烟草专卖局（中国烟草总公司海南省公司）
- 四川省烟草专卖局（中国烟草总公司四川省公司）
- 贵州省烟草专卖局（中国烟草总公司贵州省公司）
- 云南省烟草专卖局（中国烟草总公司云南省公司）
- 内蒙古自治区烟草专卖局（中国烟草总公司内蒙古自治区公司）
- 新疆维吾尔自治区烟草专卖局（中国烟草总公司新疆维吾尔自治区公司）
- 宁夏回族自治区烟草专卖局（中国烟草总公司宁夏回族自治区公司）
- 广西壮族自治区烟草专卖局（中国烟草总公司广西壮族自治区公司）
- 西藏自治区烟草专卖局（中国烟草总公司西藏自治区公司）

### 直属企业单位
- 中国烟叶有限责任公司
- 中国卷烟销售公司
- 中国烟草投资公司
- 中国烟草机械集团有限责任公司
- 中国烟草国际有限公司
- 中烟商务物流有限责任公司
- 中国烟草实业发展中心
- 省级工业公司董事会工作办公室
- 中国双维投资公司

#### 直属工业公司
- 河北中烟工业有限责任公司
- 江苏中烟工业有限责任公司[註 1]
- 浙江中烟工业有限责任公司
- 安徽中烟工业有限责任公司
- 福建中烟工业有限责任公司
- 江西中烟工业有限责任公司
- 山东中烟工业有限责任公司
- 河南中烟工业有限责任公司
- 湖北中烟工业有限责任公司
- 湖南中烟工业有限责任公司
- 广东中烟工业有限责任公司
- 广西中烟工业有限责任公司
- 四川中烟工业有限责任公司
- 重庆中烟工业有限责任公司
- 贵州中烟工业有限责任公司[註 2]
- 云南中烟工业有限责任公司
- 陕西中烟工业有限责任公司

#### 直属醋酸纤维公司
- 南通醋酸纤维有限公司
- 昆明醋酸纤维有限公司
- 珠海醋酸纤维有限公司

### 主管社会团体
- 中国烟草学会

## 历任领导
| 中国烟草总公司党组书记、总经理 1. 李益三（1982－1984） 国家烟草专卖局党组书记、局长兼中国烟草总公司总经理 1. 李益三（1984－1986） 2. 江明（1986－1996） 3. 倪益瑾（1996－2002） 4. 姜成康（2002－2013） 5. 凌成兴（2013－2018） 6. 张建民（2018－，工业和信息化部党组成员兼） | 国家烟草专卖局党组成员、副局长 …… - 韩占武（2020年4月－） - 王宫成（2023年6月－，兼直属机关党委书记、中共国家烟草专卖局党校校长） - 陆捷（2023年9月－） - 刘三江（2024年11月－） |